# Lucius Aburnius Severus
Lucius Aburnius Severus war ein im 2. Jahrhundert n. Chr. lebender Angehöriger des römischen Ritterstandes (Eques).
Durch zwei Militärdiplome, die unter anderem auf den 19. Juli 146 datiert sind, ist belegt, dass Severus von 145 bis 146 Kommandeur der Ala I Hispanorum Aravacorum war, die zu diesem Zeitpunkt in der Provinz Pannonia superior stationiert war.
Severus stammte aus Heraclea ad Salbacum in der Provinz Asia. Es gab noch zwei weitere Lucii Aburnii, die während der Regierungszeit Trajans (98–117) ebenfalls Auxiliareinheiten kommandierten.